# Liste des présidents de la Société géologique de Londres
Il s'agit de la liste des présidents de la Société géologique de Londres